# بن دانيالز
بن دانيالز (بالإنجليزية: Ben Daniels )‏ (و. 1964  م) هو ممثل مسرحي، وممثل أفلام من المملكة المتحدة، والولايات المتحدة، بدأ مشواره المهني سنة 1985.

## التعليم
تعلم في أكاديمية لندن للموسيقى والفنون المسرحية.

## جوائز وترشيحات
حصل على جوائز منها:
- جائزة المسرح العالمي (2008)[2]
- جائزة لورنس أوليفيه.

ترشح لـ:
- جائزة توني لأفضل ممثل في مسرحية  [لغات أخرى]‏ (2008).

## وصلات خارجية
- بن دانيالز على موقع IMDb (الإنجليزية)
- بن دانيالز على موقع ألو سيني (الفرنسية)
- بن دانيالز على موقع ميوزك برينز (الإنجليزية)
- بن دانيالز على موقع أول موفي (الإنجليزية)
- بن دانيالز على موقع قاعدة بيانات برودواي على الإنترنت (الإنجليزية)
- بن دانيالز على موقع قاعدة بيانات الأفلام السويدية (السويدية)
- بن دانيالز على موقع قاعدة بيانات الفيلم (الإنجليزية)
- بن دانيالز على موقع كينوبويسك (الروسية)